# Asyneuma anthericoides
Asyneuma anthericoides är en klockväxtart som först beskrevs av Victor von Janka, och fick sitt nu gällande namn av Joseph Friedrich Nicolaus Bornmüller. Asyneuma anthericoides ingår i släktet Asyneuma och familjen klockväxter. Inga underarter finns listade i Catalogue of Life.